# 西海放送
西海放送（ソヘバンソン、さいかいほうそう）は、かつて大韓民国全羅北道群山市にあった民放ラジオ局である。

## 概略
1968年8月に無線局許可を取得、1969年2月20日に会社設立、8月28日からは試験放送を開始。
10月2日にコールサインHLAS、周波数 680kHz、出力10kWで本放送を開始した。 
サービスエリアは全羅北道一円で、全羅南道、慶尚南北道、忠清南北道の一部地域も聴取可能であった。
開局当時は大口のスポンサーを確保することができず、すべての番組を自主制作で埋めることは出来なかったことから、
開局直前の1969年9月19日、ソウルの東洋放送とプログラム提携協定を結んだ。
自主制作の番組の中には群山地域が海岸であることから、海上警報などを伝えるプログラムなども多数存在した。
また報道にも力点を置き、全州、裡里、 大田などに報道拠点を設置して広範囲な取材網を形成した。
1980年の言論統廃合により、11月30日（日曜日）24：00の放送終了とともに韓国放送公社（KBS）に統合され、
翌12月1日（月曜日）からは「KBS群山放送局」として放送開始。
群山放送局は全州放送局（現在のKBS全州放送総局）に統合され廃局後、KBS全州第2ラジオとして放送されてきたが、
2001年12月に第2ラジオがFM放送（Happy FM）への移行にともない、675KHzの周波数はKBS第3ラジオ・愛の声放送の中継局となっている。